# Alex G
Олександр Джаннасколі ( народився 3 лютого 1993  ,( Хавертаун, Пенсильванія), більш відомий під своїм псевдонімом Alex G або (Sandy) Alex G - американський музикант, продюцер і автор багатьох пісень. Свою кар'єру розпочав із самостійних релізів DIY на Bandcamp після чого почав збирати аудиторію зі свого дебютного альбому DSU (2014), випущеним на Orchid Tapes і отримавший визнання критиків в різноманітних виданнях. Пізніше був підписаний контракт з лейблом Lucky Number, який перевидав його більш ранній альбом Rules and Trick (2012). 
В 2015 році Alex G підписав контракт з Domino Recording Company і випустив свій шостий альбом Beach Music. 2017 рік відзначився випуском сьомого альбому Rocket. Восьмий студійний альбом Джаннасколі House of Sugar вийшов у 2019 році, незабаром через 3 роки у 2022 році вийшов дев'ятий альбом God Save the Animals.На початку 2024 року було підписано контракт із RCA Records, а також написав музику для композиції Шенбруна I Saw the TV Glow.

## Раннє життя та кар'єра
Олександр Джаннасколі, народжений у 1993 році в Хайвертауні, штат Пенсільванія, є американським музикантом. Його родина по батьковій лінії походить з регіону Абруццо на півдні Італії. В дитинстві Олександр отримав від старшого брата Девіда гітару, що надихнуло його на створення перших музичних композицій. Під час навчання у старшій школі Хаверфорда він записав два альбоми, експериментуючи з різними музичними жанрами, та поділився ними з друзями. Серед його перших проєктів була група MOTHER, де він разом із сестрою створював музику в стилі готичного техно, а також шкільний гурт The Skin Cells, чий стиль описували як «поп-рок із панковим впливом». Деякі з їхніх пісень, такі як «Tie me down» та «Nintendo 64», залишилися неопублікованими. У 2011 році Джаннасколі вступив до лівського університету , щоб вивчати англійську мову з метою стати вчителем, але пізніше залишив навчання, вирішивши присвятити себе музичній кар’єрі.
У період з 2010 по 2012 рік Олександр Джаннасколі випустив кілька альбомів, міні-альбомів і синглів на платформі Bandcamp, що привернуло увагу слухачів і музичних блогів. Завдяки позитивним відгукам і рекомендаціям інших музикантів його популярність почала зростати. Видання The Fader охарактеризувало Джаннасколі як «секретного найкращого автора пісень в Інтернеті», що сприяло укладенню контракту з лейблом Orchid Tapes. У 2014 році під цим лейблом вийшов його перший студійний альбом DSU, який отримав схвальні відгуки критиків. Після релізу музикант вирушив у турне Північною Америкою та Європою. У листопаді 2014 року лейбл Lucky Number перевидав DSU в Європі, додавши два бонус-треки, а згодом перевипустив також його попередні альбоми Rules і Trick (2012).
У 2014 році Олександр Джаннасколі підписав контракт із Domino Recording Company, на якому 9 жовтня випустив свій перший альбом Beach Music. У 2015 році він співпрацював із Френком Оушеном, записуючи гітарні партії та аранжування для кількох композицій на альбомах Endless та Blonde. У 2017 році Джаннасколі приєднався до концертного складу гурту Оушена як гітарист у його турне.
2 березня 2017 року Олександр Джаннасколі оголосив про вихід свого другого альбому з Domino Recording Company,  Rocket, запланованого на 19 травня, та поділився першими синглами — «Bobby» і «Witch». 4 квітня він повідомив про зміну сценічного імені з Alex G на (Sandy) Alex G і випустив ще один сингл «Proud». Зміна імені, за припущенням журналу Spin, могла бути пов'язана з юридичними питаннями через конфлікт з іншим артистом під ім’ям Alex G.  Джаннасколі пояснив, що обрав «Sandy», оскільки це ім'я він вперше використовував на Bandcamp, і з часом воно стало його тегом у соціальних мережах. 4 травня, напередодні релізу, вийшли ще два сингли — «Brick» і «Sportstar». Альбом Rocket отримав позитивні відгуки критиків і потрапив у списки найкращих альбомів 2017 року за версіями кількох видань.
Восьмий студійний альбом Олександра Джаннасколі, House of Sugar, вийшов 13 вересня 2019 року й отримав позитивні відгуки критиків. За підсумками року альбом посів 17-те місце у списку найкращих альбомів за версією Pitchfork. У червні 2020 року Джаннасколі змінив сценічне ім’я, вилучивши «(Sandy)» і повернувшись до псевдоніма Alex G.
Олександр Джаннасколі створив музику для фільму Ми всі йдемо на Всесвітню виставку, який вийшов 8 квітня 2022 року. Також він записав саундтрек до фільму Джейн Шенбрун Я бачила сяйво телевізора, що був випущений компанією A24 у 2024 році.
Дев'ятий студійний альбом Олександра Джаннасколі, God Save the Animals, вийшов 23 вересня 2022 року.
У січні 2024 року Олександр Джаннасколі повідомив про підписання контракту з RCA Records та анонсував тур, який проходитиме на підтримку гурту Foo Fighters.

## Музичний стиль
Музика Олександра Джаннасколі часто описується як інді-рок з естетикою lo-fi, оскільки він зазвичай записує свої пісні вдома. Його творчість порівнюють з Елліоттом Смітом, який справив на нього вплив, а також з гуртами Built to Spill та The Martinis. Philadelphia Inquirer назвав його «особливо талановитим автором мелодій», чия музика, з її нечітким і спотвореним звучанням, нагадує стилістику гуртів 1990-х років, таких як Pavement, але при цьому демонструє його майстерність у створенні поп-композицій і еліптичних оповідей, які спонукають до повторного прослуховування. Джаннасколі зазвичай працює самостійно, записуючи свої пісні у своїй кімнаті, а інші інструменти додає пізніше. В інтерв'ю він зазначив, що, хоча він і розуміє необхідність роботи в професійних студіях, йому некомфортно працювати за таким форматом, оскільки він хоче зберігати контроль над своїми ідеями. Незважаючи на це, пісня з альбому God Save the Animals була записана в студії за допомогою продюсера Джейкоба Портрета під час пандемії COVID-19.

## Дискографія
Дискографія: Alex G discography

### Студійні альбоми
- Winner (2011)
- Race (2011)
- Rules (2012)
- Trick (2012)
- DSU (2014)
- Beach Music (2015)
- Rocket (2017)
- House of Sugar (2019)
- God Save the Animals (2022)

### Альбоми саундтреків
- Ми всі йдемо на Всесвітню виставку (Оригінальний саундтрек до фільму) (2022)
- I Saw the TV Glow (Original Motion Picture Score) (2024)

## Зовнішні посилання
- Official website
- Alex G на сайті AllMusic (англ.)

- Alex G на сайті Discogs (англ.)
- Alex G на YouTube
- Alex Giannascoli на YouTube
- Alex G дискографія на MusicBrainz